# ادوين لينسن
ادوين لينسن (بالهولندية: Edwin Linssen)‏ (28 أغسطس 1980 في هولندا - ) هو لاعب كرة قدم هولندي في مركز الوسط. لعب مع دي غرافشاب ورودا ياي سي وفي في في فينلو ونادي أيك لارنكا وهيلموند سبورت وفورتونا سيتارد.